# Edward Fitzalan-Howard, 18. hertug af Norfolk
 Der er for få eller ingen kildehenvisninger i denne artikel, hvilket er et problem. Du kan hjælpe ved at angive troværdige kilder til de påstande, som fremføres i artiklen.

Edward William Fitzalan-Howard, 18. hertug af Norfolk, 5. baron Howard af Glossop DL (født 2. december 1953) er overhoved for den engelske Howard-slægt. Mellem 1975 og 2002 var han kendt som Jarlen af Arundel.

## Hertug af Norfolk
Edward Fitzalan-Howard arvede titlen som hertug af Norfolk fra sin far i 2002. Titlen hertug af Norfolk er den fornemste hertug-titel i det forenede kongerige (se det Forenede Kongerigers Adelskalendere)  (eng. The Premier Duke). Samtidigt fik han den ene af de to arvelige pladser i Overhuset, og han blev Earl Marshal.

## Jarl af Arundel
Edward William Fitzalan-Howard er den 36. Jarl af Arundel. Jarlen af Arundel er et jarlsdømme og den ældste bevarede titel i den engelske adelskalender. Titlen jarl af Arundel er den fornemste Jarl-titel i de Forenede Kongerigers Adelskalendere (eng. The Premier Earl). Arundel lægger navn til Hertugerne af Norfolks residens, Arundel Castle.

## Baron Howard af Glossop
Edward Fitzalan-Howard er den 5. baron Howard af Glossop.

## Earl Marshal
Fra 2002 besidder Edward Fitzalan-Howard det arvelige embede som Earl Marshal. Han skal bl.a. arrangere kongekroninger, indsættelse af  prinser af Wales og statsbegravelser. Desuden er han leder af College of Arms, der regulerer den engelske, walisiske og nordirske adels heraldik.